# 四望镇
四望镇，是中华人民共和国湖北省黄冈市武穴市下辖的一个乡镇级行政单位。 位于武穴西部东临大金镇，北接大法寺镇，西交蕲春县。有京九铁路，沪蓉高速，麻阳高速过境。

## 行政区划
四望镇下辖以下地区：
新庙社区、陆政村、乐斯村、向边村、饶文科村、张冲村、大蒋村、胡胜村、粟木村、魏家村、垄口村、田北海村、田下垸村、落针八村、田南仲村、仓下村、刘婆店村、何桥村、高垴村、田应祖村、吴兴村、竹影山村、李应福村、陶墩村、周笃村、德里桥村、刘寿村、铺尔垴村、吴义岭村和紫石村。

## 交通
- 京九铁路：栗木站